# Sigfrid de Gundolsheim
Sigfrid de Gundolsheim est un noble de Haute-Alsace né avant 1278 et assassiné le 27 avril 1289. Il est connu pour avoir occupé la fonction de schultheiss impérial de la ville de Colmar, rôle dans lequel il obtient que celle-ci soit élevée au rang de ville d’Empire. Son meurtre sert de prétexte au roi Rodolphe Ier de Habsbourg pour s’emparer des possessions des Girsberg dans la vallée de Munster.

## Biographie
Sigfrid de Gundolsheim est mentionné pour la première fois en 1278, sa date et le lieu de sa naissance demeurant inconnus. Il est le premier membre connu de cette famille, qui possède un château dans le village de Gundolsheim.
En 1278, il est nommé schultheiss impérial de la ville de Colmar et se rend à Vienne pour rencontrer le roi Rodolphe Ier de Habsbourg. Il obtient de celui-ci l’élévation de Colmar au statut de ville d’Empire le 29 décembre 1278, ce qui permet désormais à celle-ci de gérer elle-même ses affaires administratives et judiciaires par l’intermédiaire d’un conseil élu. Dans la foulée, il obtient la permission du roi de se construire un château dominant Colmar, le Hohlandsbourg.
La situation se dégrade toutefois rapidement pour Sigfrid de Gundolsheim. Il est d’abord en 1279 la cible d’un complot visant à le faire destituer de sa charge de schultheiss. Bien que la tentative échoue, la répression féroce qui s’ensuit lui attire de nombreuses inimités. Bien qu’il soit confirmé dans sa charge en 1280, ses relations avec le landvogt d’Alsace Otto IV d'Ochsenstein se dégradent également, celui-ci l’accusant de créer du désordre au sein du bailliage. Sigfrid est ainsi destitué de sa charge en février 1281 par le landvogt, qui entreprend également le siège du Hohlandsbourg. Le château, alors presque achevé, est pillé et incendié en décembre 1281.
Sigfrid de Gundolsheim disparaît ensuite des sources jusqu’en 1289 : le 27 avril 1289, alors qu’il vient de célébrer le mariage de sa fille, il est assassiné par un homme nommé Susingus. Ce dernier ayant des liens avec la famille de Girsberg, Rodolphe Ier les accuse d’avoir commandité le meurtre et ordonne à son landvogt — et grand rival des Girsberg — Conrad-Werner de Hattstatt de s’emparer de leurs biens pour la couronne.